# Броніславув (Ґродзиський повіт)
Броніславув (пол. Bronisławów) — село в Польщі, у гміні Баранув Ґродзиського повіту Мазовецького воєводства.
Населення — 130 осіб (2011).
У 1975-1998 роках село належало до Скерневицького воєводства.

## Демографія
Демографічна структура станом на 31 березня 2011 року:
|          | Загалом | Допрацездатний вік | Працездатний вік | Постпрацездатний вік |
| -------- | ------- | ------------------ | ---------------- | -------------------- |
| Чоловіки | 60      | 11                 | 41               | 8                    |
| Жінки    | 70      | 17                 | 42               | 11                   |
| Разом    | 130     | 28                 | 83               | 19                   |